# ポコあポコ
『ポコあポコ』は、小道迷子の競馬4コマ漫画である。1991年から小学館『ビッグコミックスピリッツ』にて連載された。小学館ビッグスピリッツコミックスより単行本全3巻が刊行されている。
ほぼ続編と言えるものに『走れハナジロウ』（双葉社アクションコミックス・『アクションピザッツ』連載）がある。

## あらすじ
じいちゃんと二人暮しのよもぎは、右前脚骨折のため馬主に捨てられた馬を拾ってきて、スピードハナジロー（はなじろー）と名づける。やがてよもぎは中央競馬初の女性騎手となり、ナメタケ厩舎に入厩したスピードハナジローを駆ってクラシックを目指す。

## 登場キャラクター

### 登場人物
登場人物はおしなべて馬券が下手で、食い意地が張っていて、とくにウニなどの海産物に目がない。
ヒラタケよもぎ
通称よもぎ。父親は死に、母親には夜逃げされ、じいちゃんに育てられた。馬券下手の競馬ファンから、魔法使いによって中央競馬初の女性騎手に転身する。好物は納豆、うに、ウニイクラ丼。
じいちゃん
よもぎの祖父。おもに競走馬を相手にしたやきとり屋を経営する。非常に貧乏で、ほとんどの家財を質屋に入れている。皿回しが得意。78歳。
- じじいのやきとり屋
とても低い「馬専用いす」が並んでいる。当初は材料を仕入れる金がなく、メニューは「とり」「キャベツ」「やっこ」だけだった。メニューは日替わりらしく、「AVギャル」が並んでいたこともある。

こぐま騎手
じじいのやきとり屋の常連。ぐりぐりの本命馬に乗って敗れることが多い。他者を陥れて勝つ策士でもある。
亀野谷騎手
よもぎの後輩にあたる新人騎手。初騎乗初勝利をあげる。尊敬する騎手はこぐま騎手。
ホシタケさん
ナメタケ厩舎の厩務員。内職として厩舎裏で金のなる木を栽培している。
馬主
青年実業家の馬主。いつもタキシードを着ている。よもぎを気に入って騎乗を依頼する。勝負服のセンスが悪い。
テツ
予想紙「ぜったい勝馬」記者で、「ポツン二重丸のテツ」の異名を持つ大穴派。
大山さん
競馬評論家。レース中に寝てしまうことが多い
某広告代理店エリートサラリーマン独身28歳
熟慮の末100円単位で馬券を買うが、たいてい外れる。某ビデオ売れっ子AVギャルと相性が悪い。馬券下手。
某ビデオ売れっ子AVギャル
10万円単位で馬券を買う。いつも気分で馬券を買い、あたることが多い。名前は「かおり」。
予想屋チョロちゃん
変装して競馬場に現れ、じじいに馬券の予想をする。そのとおりに買うと当たらない。
倫子
浅草フォーク座の踊り子。リンコちゃん。高倉健似（?）なケンさんを好きだが、男を信じられない。逃げ馬が好き。
魔法使いのばあさん
競馬場に出現し、当たり馬券をはずれ馬券にしてしまう。しばしば食堂のおばさんに化けている。
貧乏神
レース開始直後の競馬場に出現する。出会うと馬券ははずれる。
福の神
まれに競馬場に現れる。出会うと当たり馬券を手にすることができる。リンボーダンスがうまい。
柴又きしゅ（しまたきしゅ）
騎手生活22年目にして、シュガーソルトで日本ダービー初優勝。

### 登場馬
スピードハナジロー
通称はなじろー。
父ノーザンテースト、母ミスマンゲツ、母父マンマルスキー、母母ミスハンゲツ、母母父シンゲツ、母母母ミスミカズキ、母母母父カメ、母母母母ツキコ。栗毛。満月牧場生産。
美浦・ナメタケ厩舎所属。命名の由来は父に似た大流星（正確には流星鼻梁鼻大白）と名馬スピードシンボリから。
自分では「ぎゃろっぷていおー」と名乗ったこともある。低血圧。母の血統の影響で超短距離血統ですぐ疲れ、雨が苦手。重賞最多出場記録を樹立。「うに」としゃべれる。
レース内容のほとんどが、シンガリが1着か、はたまた競走中止という極端な馬。脚質は追込が多い。
うにが絡むとレースに強くなり、天皇賞でハナ差2着、有馬記念で1着を取ったことがある。
メグロカメン
美浦・ナメタケ厩舎所属。よもぎが騎手デビューの際に騎乗する馬。性格が悪く、ケンダマが好き。『美味しんぼ』にも同名の馬が登場する。
カキノナマズ
よもぎが初勝利をあげた馬。実在馬カキノマナズルから取られた名前。
キタザーワ
北澤豪（Jリーグ）みたいなヘアスタイルの馬。逃げ馬。アルシンドオーという馬も1回だけ出てくる。
競馬場内でお茶汲みのバイトをしているときもある。
エーブイギャル
父シンガリ。栗毛の牝馬。性的魅力で牡馬を狂わせ、牡馬に勝つのが得意。
ミスマンゲツ
スピードハナジローの母。ティモシー入りのバーボンが好物。どういうわけかこの馬の産駒は天運がなく「不運の血統ミスマンゲツ」と呼ばれる。
ただし、続編『走れハナジロウ』のハナジロウは、父と対照的に天運だけで突き進む（父：スピードハナジロー、母：ムーンライトダンゴ）。
ウシノライデン
よもぎが騎乗して勝利をあげた、牛にしか見えない馬。
ヤケクソカオジロー
スピードハナジロー以上に顔が白い。
マンゲツボーイ
スピードハナジローの半弟。父サッカーボーイ。尾花栗毛、ただし顔つきはハナジロー。朝日杯のゴール前で、ファンの声援を受けてしまい…

### 馬の設定
ポコあポコの世界では、馬はいななくだけで、人語は話さない（ハナジローの「うに」は例外）。しかし、そのいななきや表情、そして筆談などで、人間とはかなりコミュニケーションしている。普通に電話も使っている。飼葉の中の人参だけはよって食べない。
また、競走馬たちは自分が獲得した賞金を自分の金として持っており、団体でじいちゃんの店へ飲みに現れたり、支払いにカードを使ったりしている。繁殖入りできなかった引退馬たちは、人間と同じように自分で働いて稼いでいるらしい（競馬場の掃除、弁当売りなど）。
つまり、人語は話さないながら、馬たちは非常に人間くさい生活を送っているという設定である。

## 競馬の結果に影響を与える要素
ポコあポコでは、しばしば予期せぬトラブルで競走結果が大きく狂う。以下はその例である。
つまづく
メロリンはゴール前50メートルで後続を5馬身はなしていたが、つまづいて10着に敗れた。つまづいた馬を助けに行って敗れることもある。
魔の弁当屋
しばしばゴール前に現れる弁当屋に立ち寄って弁当を買っている間に後続に抜かれてしまう。もとは本命馬が飛んだときに「この本命、走らないで弁当食っとる」という、昔あった競馬のたとえから。メグロカメンが落馬して倒れた騎手（よもぎ）の上に乗って煙草を吸うという「この本命、走らないで煙草吸っとる」というたとえをもとにしたシーンもある。
ゴール前で話しかけられる
ゴールのポールの数十センチメートル手前で声をかけられ、そっちを向いてアタマ差で敗れる。接戦のゴール前でクシャミをして着順を落としたりすることもある。
ゴール前でサッカーボールが転がってくる
サッカーボールに気をとられて斜行してしまう。
ゴール前でガッツポーズ
ガッツポーズをしようとして落馬、馬の後頭部を殴ってしまう。
ゴール前で河童登場
脚の蹴っぱりが強いせいで、爪の音がかっぱかっぱと言っているように聞こえたと思いきや河童登場、よそ見したマンゲツボーイは1着を逃す。
鞭で馬の鼻を伸ばし、ハナ差勝ち
後ろの馬に頭突きを食らう
おもに後方でこのアクシデントが起こると、馬が大きく飛ばされて先頭集団まで一気に取り付くことができる。ただしスタミナがほとんどなくなる。スピードハナジローはゴールの目の前で着地したため後続に追い抜かれて10着だったが、産駒・ハナジロウはゴール板に引っかかる形で着地できたため、日本ダービーを取ることができた。
ゴマ油を体に塗って馬込みを抜ける（走れハナジロウ）
ハナジロウは事前にゴマ油を塗っていたおかげで馬込みを楽に抜けることができ、ジャパンカップを取ることができた。
泣ぐ子はいねが
なまはげを怖がって有り得ないスピードで駆け上がる。
落馬したとき馬が他の馬に踏まれたが、なぜか体のツボが刺激されて馬の調子がよくなる